# (2486) Metsähovi
(2486) Metsähovi – planetoida z pasa głównego.

## Odkrycie
Planetoida została odkryta 22 marca 1939 roku w Obserwatorium Iso-Heikkilä w Turku przez Yrjö Väisälä. Jej nazwa pochodzi od nazwy fińskiej stacji obserwacyjnej Metsähovi. Przed nadaniem nazwy planetoida nosiła oznaczenie tymczasowe (2486) 1939 FY.

## Orbita
Orbita 2486 Metsähovi nachylona jest do płaszczyzny ekliptyki pod kątem 8,40°. Na jeden obieg wokół Słońca ciało to potrzebuje 3,42 roku, krążąc w średniej odległości 2,27 au od Słońca. Mimośród orbity dla tego ciała to 0,08.

## Właściwości fizyczne
Metsähovi ma średnicę ok. 12 km. Jej jasność absolutna to 12,4m.

## Księżyc planetoidy
Astronomowie z obserwatorium Ondrejov donieśli na podstawie obserwacji zmian jasności krzywej blasku 2486 Metsähovi, które przeprowadzono 26 lutego 2007 roku, o odkryciu w towarzystwie tej planetoidy księżyca.
Księżyc ten został tymczasowo oznaczony S/2007 (2486) 1.